# 杜尚·波利亚奇克
杜尚·波利亚奇克（1955年2月11日—），斯洛伐克男子举重运动员。他曾代表捷克斯洛伐克参加1980年夏季奥林匹克运动会举重比赛，获得男子82.5公斤级铜牌。